# Weppersdorf
Weppersdorf (ungarisch Veperd, kroatisch Veprštof) ist eine Marktgemeinde mit 1900 Einwohnern (Stand 1. Jänner 2024) im Burgenland im Bezirk Oberpullendorf in Österreich.

## Geografie

### Geografische Lage

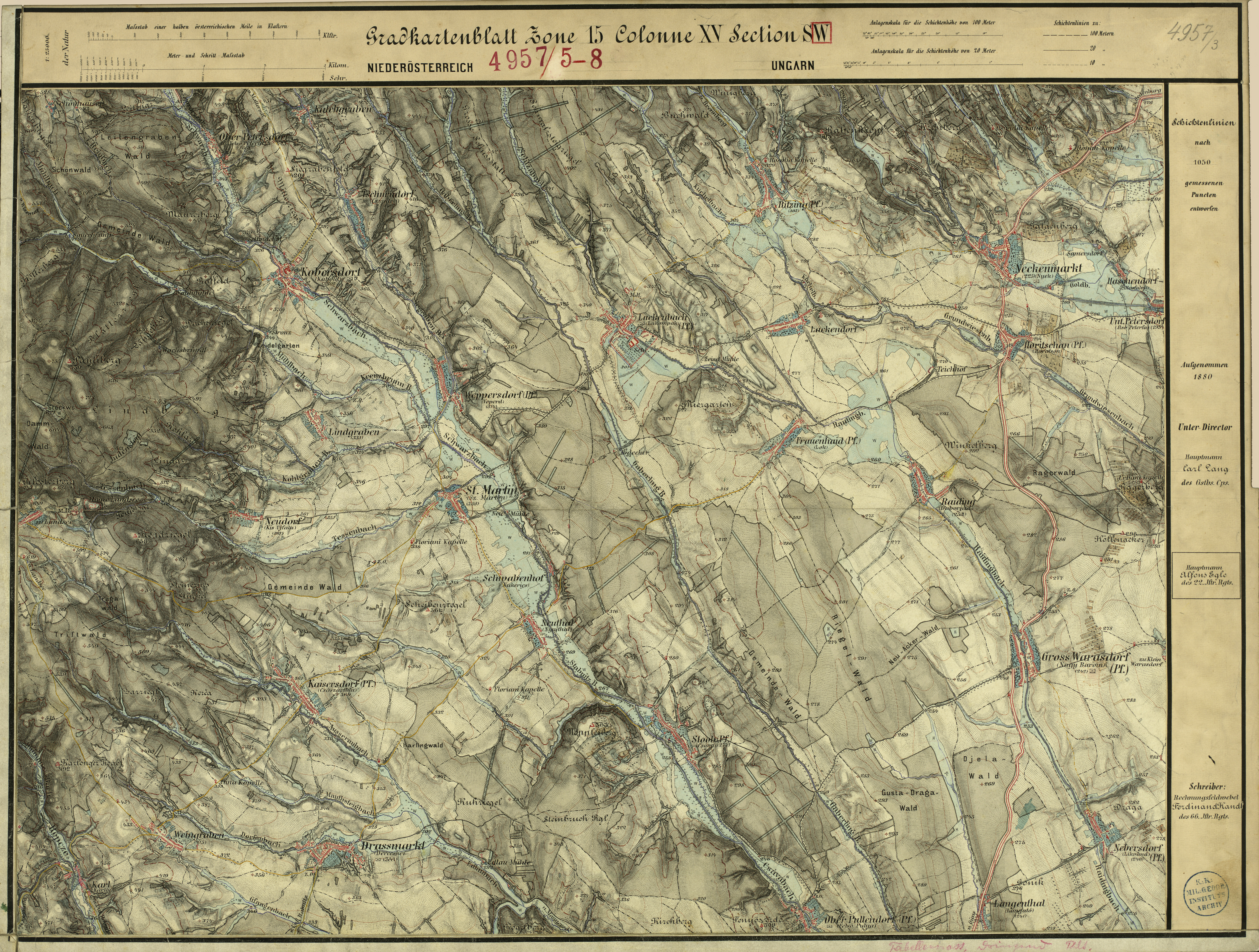
Weppersdorf (links oben) um 1880 (Aufnahmeblatt der Landesaufnahme)

Die Großgemeinde liegt im Mittelburgenland. Weppersdorf liegt an den Ausläufern des Ödenburger und des Landseer Gebirges. Durch Weppersdorfer Hotter fließen der Sieggrabenbach und der Schwarzenbach, die sich in Weppersdorf zum Stooberbach vereinigen. Weitere Gewässer in der Gemeinde sind der Mühlbach und der Kohlgrabenbach, die in Weppersdorf in den Schwarzenbach münden.
Höchster Berg Weppersdorfs ist der Fuchsriegel mit einer Höhe von 380 m ü. A. ().

### Gemeindegliederung
Die Marktgemeinde setzt sich zusammen aus den Katastralgemeinden und Ortschaften (in Klammern Einwohner Stand 1. Jänner 2024):
- Kalkgruben (331)
- Tschurndorf (507)
- Weppersdorf (1062)

### Nachbargemeinden
|            | Sieggraben                                  |            |
| Kobersdorf | Kompassrose, die auf Nachbargemeinden zeigt | Lackenbach |
|            | Markt St. Martin                            |            |

## Geschichte
Die frühesten Funde stammen aus der Zeit des ersten Jahrhunderts vor Christus. Auf dem heutigen Gemeindegebiet bauten die Kelten Eisen ab, verhütteten und verarbeiteten es zu Waffen, Werkzeugen und Schmuck. Aus der Zeit der Römischen Besatzung stammen Münzen,  gefunden wurden auch Belege über eine Straße, die parallel zur Bernsteinstraße verlief.
Das heutige Gemeindegebiet war 860 im Besitz der Grafen Ratpot und Richari. Diese wurden vom Salzburger Erzbischof mit der Rodung des Landes beauftragt. Erstmals urkundlich erwähnt wird Weppersdorf als Wepur im Jahr 1222 in einer Schenkungsurkunde des Ungarnkönigs Andreas II. Die wichtige Lage am Kreuzungspunkt von Handelswegen zeigt eine Urkunde von 1377, wo der Ort als Mautstelle aufscheint. Ab 1463 unterstand Weppersdorf der Gerichtsbarkeit von Kobersdorf, wo schon seit dem 13. Jahrhundert ein Schloss stand.
Die Pfarrkirche wurde im 14. Jahrhundert erbaut, ihr heutiges Aussehen erhielt sie in einem Umbau 1753.
Im 16. Jahrhundert werden auch andere Orte urkundlich genannt, 1531 Mezverem. deutsch „Kalichgrueben“ und 1572 Tschurndorf in einer Gründungsurkunde von Hans Tschuramb, dem damaligen Burgherren von Kobersdorf.
Aus der Zeit der zweiten Türkenbelagerung Wiens im 17. Jahrhundert wurde in Weppersdorf ein Hufeisen eines türkischen Pferdes gefunden. Da der Ort bis auf zwei Häuser vollkommen zerstört war, erließ Paul Esterházy, der damalige Herr über Kobersdorf, „den armen von den Tataren abgebrendten Untertanen“ den Robot.
Im Jahre 1638 kam die Herrschaft Kobersdorf und damit auch Weppersdorf unter ungarische Verwaltung.
1799 führte Weppersdorf das Gemeindesiegel ein. Es zeigt die Heilige Dreifaltigkeit, das Patrozinium der Pfarrkirche. Die Umschrift lautete „Gemeine Sigill Weperstorf“.
Nach einer statistischen Erhebung 1852 sprachen von den 857 Einwohnern der Gemeinde 846 deutsch. Davon bekannten sich 506 zum evangelischen, 340 zum römisch-katholischen und 11 zum jüdischen Glauben.
Wie alt das Pendlertum in Weppersdorf ist, zeigen die Pass-Anträge von Franz Tremmel, der 1853 bei der Donaudampfschifffahrts-Gesellschaft beschäftigt war und von Paul Sonnleitner, der beim „k.k. Staatseisenbahnbau über den Semmering“ arbeitete.
Der Ort gehörte wie das gesamte Burgenland bis 1921 zu Ungarn (Deutsch-Westungarn).
1971 wurden die vordem selbständigen Gemeinden Kalkgruben, Tschurndorf und Weppersdorf zur Großgemeinde Weppersdorf zusammengelegt. 2004 wurde der Gemeinde das Marktrecht zugesprochen.

## Kultur und Sehenswürdigkeiten

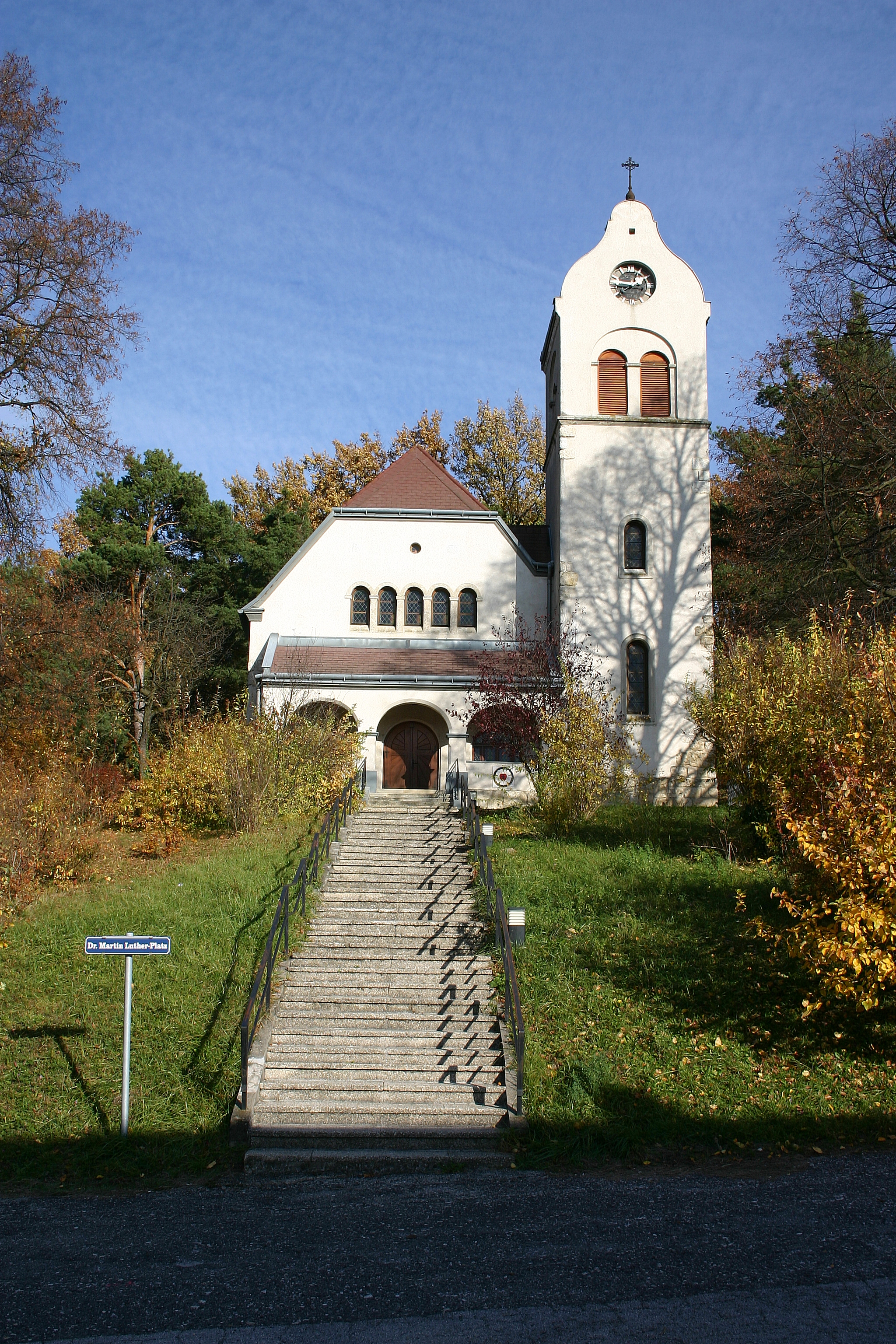
Evangelische Pfarrkirche in Weppersdorf

- Katholische Pfarrkirche Weppersdorf
- Evangelische Pfarrkirche Weppersdorf
- Ehemalige evangelische Schule
- Glockenstuhl (Wetterturm) Tschurndorf
- Filialkirche Tschurndorf

## Wirtschaft und Infrastruktur

### Verkehr

#### Eisenbahn
Mit der Eröffnung der Burgenlandbahn (auch: „Oberpullendorfer Bahn“) von Sopron nach Köszeg durch die „Sopron-Kőszeger Vicinalbahn AG“ am 5. November 1908 erhielt Weppersdorf im Süden der Gemeinde einen Bahnhof. Noch vor Eröffnung dieser Bahnstrecke ereignete sich am 19. September dieses Jahres zwischen Weppersdorf und Lackenbach mit einem Bauzug ein schwerer Eisenbahnunfall, bei dem drei Menschen getötet und weitere vier Personen verletzt wurden. Besonders nach dem Anschluss des Burgenlandes 1921 an Österreich stieg die Bedeutung des Bahnverkehrs, da viele Bewohner (überwiegend nach Wien) zur Arbeit auspendeln mussten. Dazu bestand in Sopron ein Korridorverkehr in Richtung Mattersburg. Als Folge des Zweiten Weltkriegs wurde am 6. Oktober 1951 der Personenverkehr und am 1. September 1960 der Personenverkehr nur mehr bis zum Bahnhof Rattersdorf-Liebing geführt, wodurch keine Verbindung nach Ungarn mehr bestand. Mit der fortschreitenden Motorisierung und vor allem durch den Busverkehr verlor die Eisenbahn weiter an Bedeutung. Die Auflassung des Bahnhofes war die Folge, nachdem bereits zuvor das daneben befindliche Gasthaus abgetragen wurde. Am 28. April 1969 wurde die Strecke weiter beschnitten. Aufgrund einer schadhaften Brücke über die Rabnitz wurden Oberpullendorf für den Personenverkehr und Oberloisdorf für den Güterverkehr die neuen Endstellen. Mit 28. Mai 1988 kam das Ende des Personenverkehrs zwischen Deutschkreutz und Oberpullendorf. Ab 1. Juli 2013 wurde der gesamte Verkehr ab Deutschkreutz endgültig eingestellt. An die Eisenbahnstrecke erinnert seitdem nur mehr die „Sonnenland Draisinentour“, die in Weppersdorf eine Raststation eingerichtet hat.

#### Straßenverkehr
Die Marktgemeinde wird von Norden nach Süd von der Burgenland Straße (B50) durchzogen. Diese bildet sowohl in Weppersdorf, als auch in den Katastralgemeinden Kalkgruben und Tschurndorf die Hauptstraße. Durch den Bau der Burgenland Schnellstraße (S31), die im Westen der Gemeinde verläuft und an die die Gemeinde seit 13. September 1985 angeschlossen ist, hat sich der Verkehr überwiegend auf die Schnellstraße verlegt. Weppersdorf hat auf der Burgenland Schnellstraße zwei Anschlussstellen. Im Norden des Ortes befindet sich die Halb-Anschlussstelle Weppersdorf/Kobersdorf, die von und nach Norden auf die Kobersdorfer Landesstraße (L103) führt. Im Süden der Gemeinde befindet sich die Anschlussstelle Weppersdorf, bei der die Deutschkreutzer Straße (B62) ihren Ausgang nimmt. Diese hat im Süden der Gemeinde Auf- und Abfahrten von der B50.

#### Busverkehr
Mit der Zunahme des Individualverkehrs entwickelte sich Weppersdorf seit der Eröffnung der Burgenland Schnellstraße zu einem Zentrum für Tagespendler. Dies erforderte vom Land Burgenland im Jahr 2002 im Norden des Ortes, angeschlossen an den Kreisverkehr der Burgenland Straße (B50), eine großzügige Park & Ride-Anlage mit angeschlossenem Busbahnhof mit vier Bussteigen zu errichten. Der Parkplatz wurde stufenweise ausgebaut und weist im Jahr 2016 rund 150 Pkw-Abstellplätze auf. Aufgrund der Auslastung wurde darauf Rücksicht genommen, dass dieser noch weiter ausgebaut werden kann. Vom Busbahnhof aus verkehren direkte Schnellkurse nach Wien aber auch Kurse nach Deutschkreutz, Eisenstadt, Mattersburg und Wiener Neustadt. Eine Besonderheit bildet im Sommer an Sonn- und Feiertagen der Kurs nach Mariazell.

## Politik

### Gemeinderat

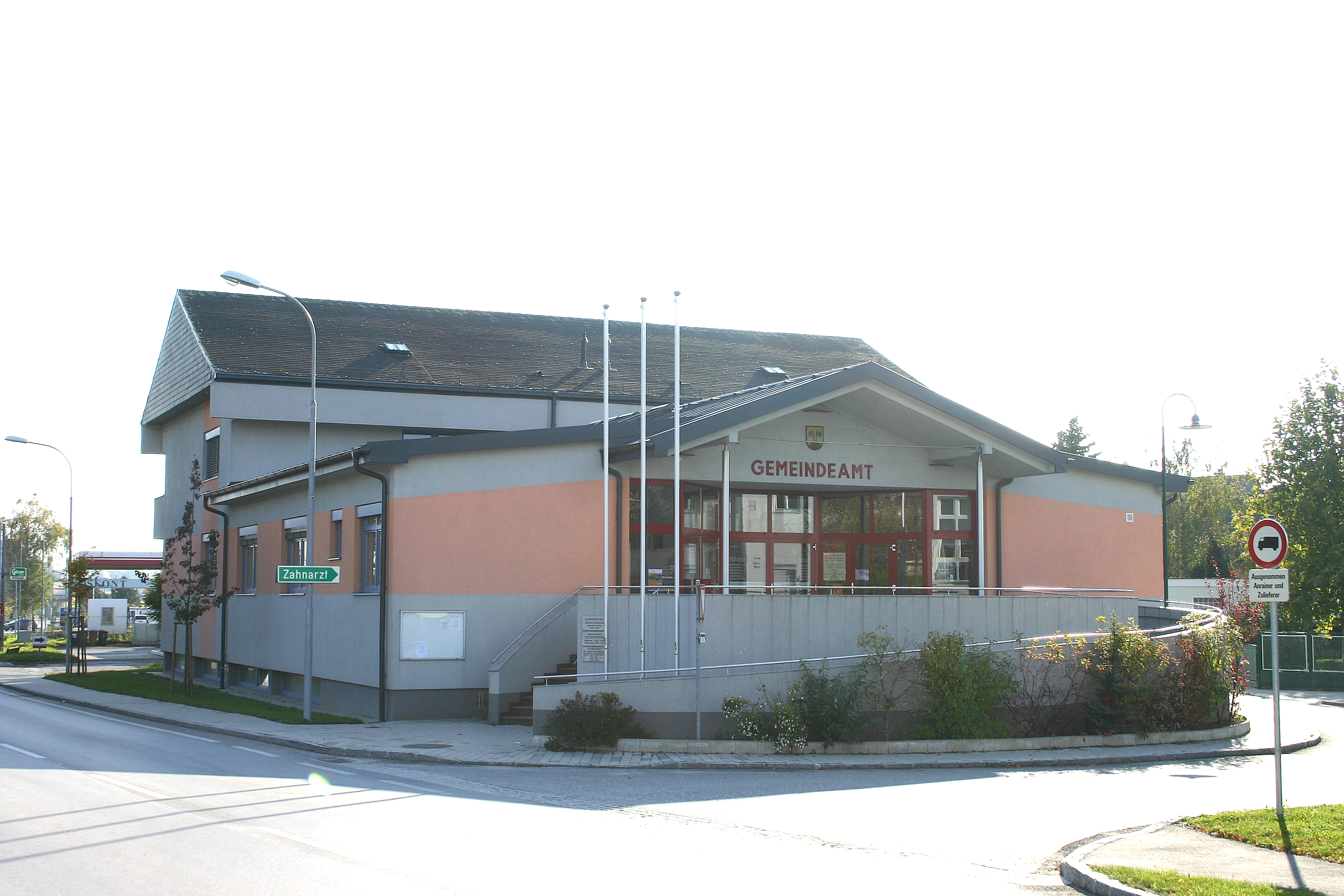
Gemeindeamt Weppersdorf

Der Gemeinderat umfasst aufgrund der Anzahl der Wahlberechtigten insgesamt 21 Mitglieder.
| Partei          | 2022             | 2022             | 2022             | 2017             | 2017             | 2017             | 2012             | 2012             | 2012             | 2007             | 2007             | 2007             | 2002             | 2002             | 2002             | 1997             | 1997             | 1997             |
| Partei          | Sti.             | %                | M.               | Sti.             | %                | M.               | Sti.             | %                | M.               | Sti.             | %                | M.               | Sti.             | %                | M.               | Sti.             | %                | M.               |
| --------------- | ---------------- | ---------------- | ---------------- | ---------------- | ---------------- | ---------------- | ---------------- | ---------------- | ---------------- | ---------------- | ---------------- | ---------------- | ---------------- | ---------------- | ---------------- | ---------------- | ---------------- | ---------------- |
| SPÖ             | 941              | 76,32            | 17               | 985              | 73,34            | 16               | 974              | 72,26            | 16               | 1064             | 79,40            | 17               | 1066             | 76,86            | 17               | 834              | 67,53            | 15               |
| ÖVP             | 128              | 10,38            | 2                | 182              | 13,55            | 3                | 318              | 23,59            | 5                | 243              | 18,13            | 4                | 267              | 19,25            | 4                | 221              | 17,89            | 4                |
| Grüne           | 92               | 7,46             | 1                | 64               | 4,77             | 1                | nicht kandidiert | nicht kandidiert | nicht kandidiert | nicht kandidiert | nicht kandidiert | nicht kandidiert | nicht kandidiert | nicht kandidiert | nicht kandidiert | nicht kandidiert | nicht kandidiert | nicht kandidiert |
| FPÖ             | 72               | 5,84             | 1                | 112              | 8,34             | 1                | 56               | 4,15             | 0                | nicht kandidiert | nicht kandidiert | nicht kandidiert | 54               | 3,89             | 0                | 128              | 10,36            | 2                |
| FBL             | nicht kandidiert | nicht kandidiert | nicht kandidiert | nicht kandidiert | nicht kandidiert | nicht kandidiert | nicht kandidiert | nicht kandidiert | nicht kandidiert | 33               | 2,46             | 0                | nicht kandidiert | nicht kandidiert | nicht kandidiert | nicht kandidiert | nicht kandidiert | nicht kandidiert |
| DAL             | nicht kandidiert | nicht kandidiert | nicht kandidiert | nicht kandidiert | nicht kandidiert | nicht kandidiert | nicht kandidiert | nicht kandidiert | nicht kandidiert | nicht kandidiert | nicht kandidiert | nicht kandidiert | nicht kandidiert | nicht kandidiert | nicht kandidiert | 52               | 4,21             | 0                |
| Wahlberechtigte | 1792             | 1792             | 1792             | 1777             | 1777             | 1777             | 1777             | 1777             | 1777             | 1704             | 1704             | 1704             | 1701             | 1701             | 1701             | 1551             | 1551             | 1551             |
| Wahlbeteiligung | 73,44 %          | 73,44 %          | 73,44 %          | 79,74 %          | 79,74 %          | 79,74 %          | 81,04 %          | 81,04 %          | 81,04 %          | 82,45 %          | 82,45 %          | 82,45 %          | 85,36 %          | 85,36 %          | 85,36 %          | 86,85 %          | 86,85 %          | 86,85 %          |

### Gemeindevorstand
Neben Bürgermeister Manfred Degendorfer (SPÖ), Vizebürgermeister Marcel Geissler (SPÖ) und Ortsvorsteher Herbert Degendorfer (SPÖ) gehören weiters die geschäftsführenden Gemeinderäte Franz Friedl (ÖVP), Marcus Raab (SPÖ), Mario Pekovits (SPÖ) und Roland Schey (SPÖ) dem Gemeindevorstand an.

### Bürgermeister
Nach dem Rücktritt von Paul Piniel (SPÖ), der etwas mehr als 19 Jahre Bürgermeister war, wurde am 1. Dezember 2011 der damalige Gemeindevorstand Erich Zweiler (SPÖ) vom Gemeinderat zum neuen Bürgermeister der Marktgemeinde Weppersdorf gewählt. Bei der Bürgermeisterdirektwahl 2012 wurde Zweiler von den Wählern mit 66,89 % in seinem Amt bestätigt. Bei der Wahl am 1. Oktober 2017 konnte Zweiler 75,58 % erreichen, womit er weiter im Amt verblieb. Seine beiden Mitbewerber Christian Estl (ÖVP) und Manfred Tiefenbach (FPÖ) bekamen 16,64 % bzw. 7,78 %.
In der konstituierenden Sitzung des Gemeinderats wurde Karl Degendorfer (SPÖ) zum Vizebürgermeister gewählt.
Bei der Wahl 2022 wurde Manfred Degendorfer mit 80,22 Prozent der Stimmen zum Bürgermeister gewählt.

#### Chronik der Bürgermeister seit 1921
Folgende Auflistung stellt die Bürgermeister von Weppersdorf sowie der vordem selbständigen Gemeinden Tschurndorf und Kalkgruben dar:
| von       | bis       | Bürgermeister             |
| --------- | --------- | ------------------------- |
| 1921      | 1922      | Franz Steiner             |
| 1922      | 1925      | Georg Neuhold             |
| 1925      | 1928      | Karl Supper               |
| 1928      | 1930      | Johann Tremmel            |
| 1930      | 1934      | Paul Schrödl              |
| 1934      | 1938      | Franz Franschitz          |
| 1938      | 1945      | Paul Tremmel              |
| 1945      | 1946      | Nikolaus Braunsdorfer     |
| 1946      | 1947      | Michael Leeb              |
| 1947      | 1948      | Georg Horvath             |
| 1948      | 1954      | Michael Leeb              |
| 1954      | 1962      | Michael Reisner           |
| 1962      | 1982      | Paul Piniel sen.          |
| 1982      | 1992      | Franz Dorner              |
| 1992      | 2012      | Paul Piniel jun. (SPÖ)    |
| 2011      | 2022      | Erich Zweiler (SPÖ)       |
| seit 2022 | seit 2022 | Manfred Degendorfer (SPÖ) |

| von  | bis  | Bürgermeister     |
| ---- | ---- | ----------------- |
| 1922 | 1931 | Franz Langecker   |
| 1931 | 1934 | Andreas Schey     |
| 1934 | 1938 | Franz Langecker   |
| 1938 | 1941 | Steiner           |
| 1941 | 1944 | Michael Berghöfer |
| 1944 | 1945 | Johann Grössing   |
| 1945 |      | Franz Geissler    |
| 1945 | 1950 | Johann Geissler   |
| 1950 | 1958 | Michael Frühwirth |
| 1958 | 1970 | Hans Steiner      |

| von  | bis  | Bürgermeister     |
| ---- | ---- | ----------------- |
| 1921 | 1937 | nicht bekannt     |
| 1937 | 1938 | Gottlieb Unger    |
| 1938 | 1945 | nicht bekannt     |
| 1945 | 1950 | Gottlieb Binder   |
| 1950 | 1954 | Johann Schuh      |
| 1954 | 1958 | Johann Berghöfer  |
| 1958 | 1962 | Johann Tritremmel |
| 1962 | 1971 | Johann Berghöfer  |

### Wappen
|  | Gemäß Beschluss der Burgenländischen Landesregierung vom 25. Feber 1997 wurde der Gemeinde Weppersdorf das Recht erteilt, ein Gemeindewappen zu führen (Landesamtsblatt 146/1997). Die Verleihung erfolgte im Rahmen einer Festveranstaltung am 29. Juni 1997 durch Landeshauptmann Karl Stix. Blasonierung: „Im goldenem Schild über einem roten Berg zwei aus grünem Rasenbogen natürlich wachsende blaue Kuhschellen.“ Symbolik: Durch den roten Berg soll an das Feuer der Kalkgewinnung und die Herstellung von Ziegeln in den Orten Kalkgruben und Tschurndorf erinnert werden. Die beiden Kuhschellen (Pulsatilla) auf grünem Gras weisen nicht nur auf das Spezifikum der regionalen Pflanzenwelt hin, sondern symbolisieren auch die Landschaft, die von Wald und Wiesen geprägt ist, und auf die Fruchtbarkeit des Bodens. |

## Söhne und Töchter der Gemeinde
- Karl Kaplan (* 1942), österreichischer ÖVP-Politiker
- Manfred Schrödl (* 1958), österreichischer Universitätsprofessor für Elektrotechnik, Erfinder und Unternehmer

## Bilderbogen

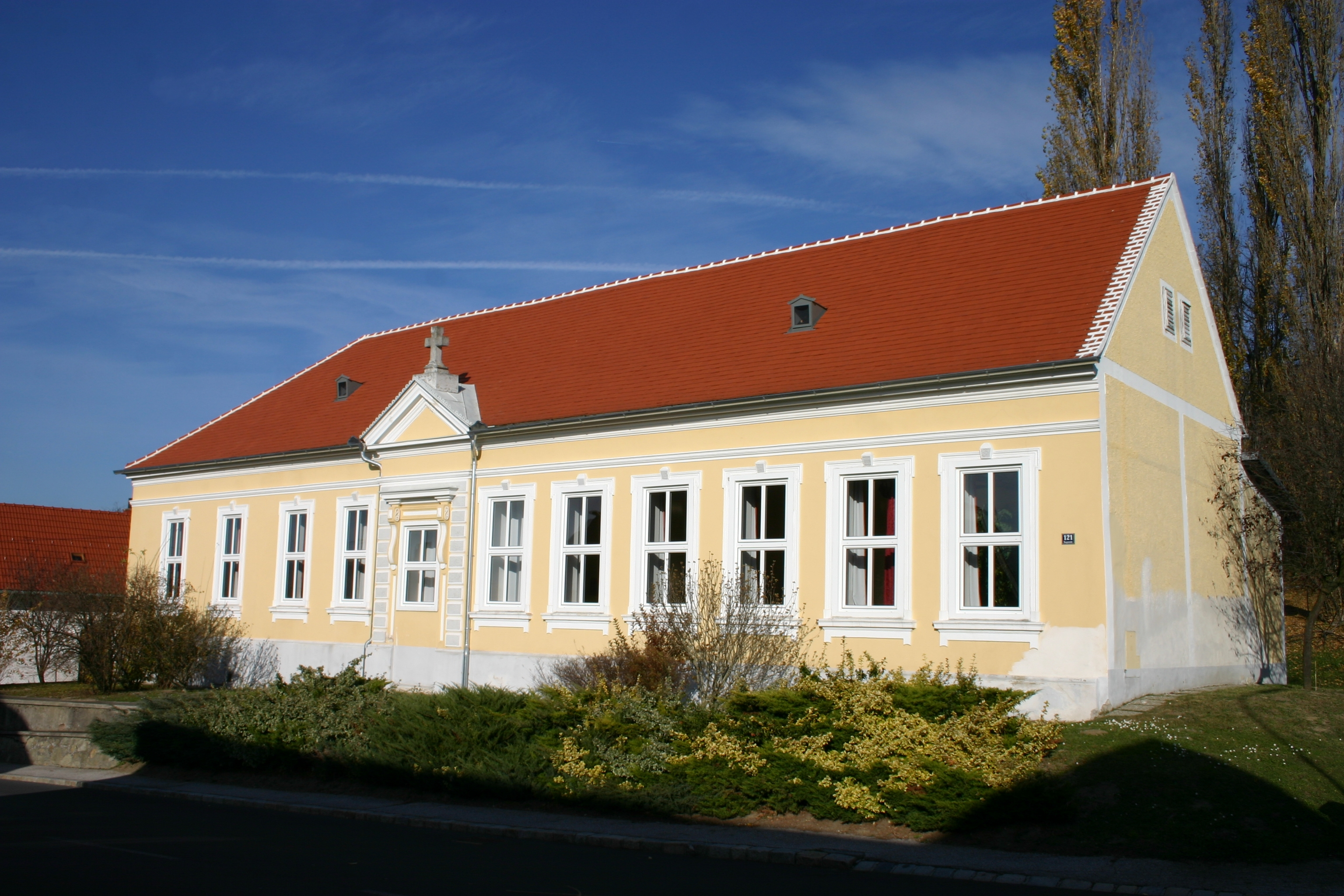
Ehemalige evangelische Schule und heutiges Gemeindezentrum
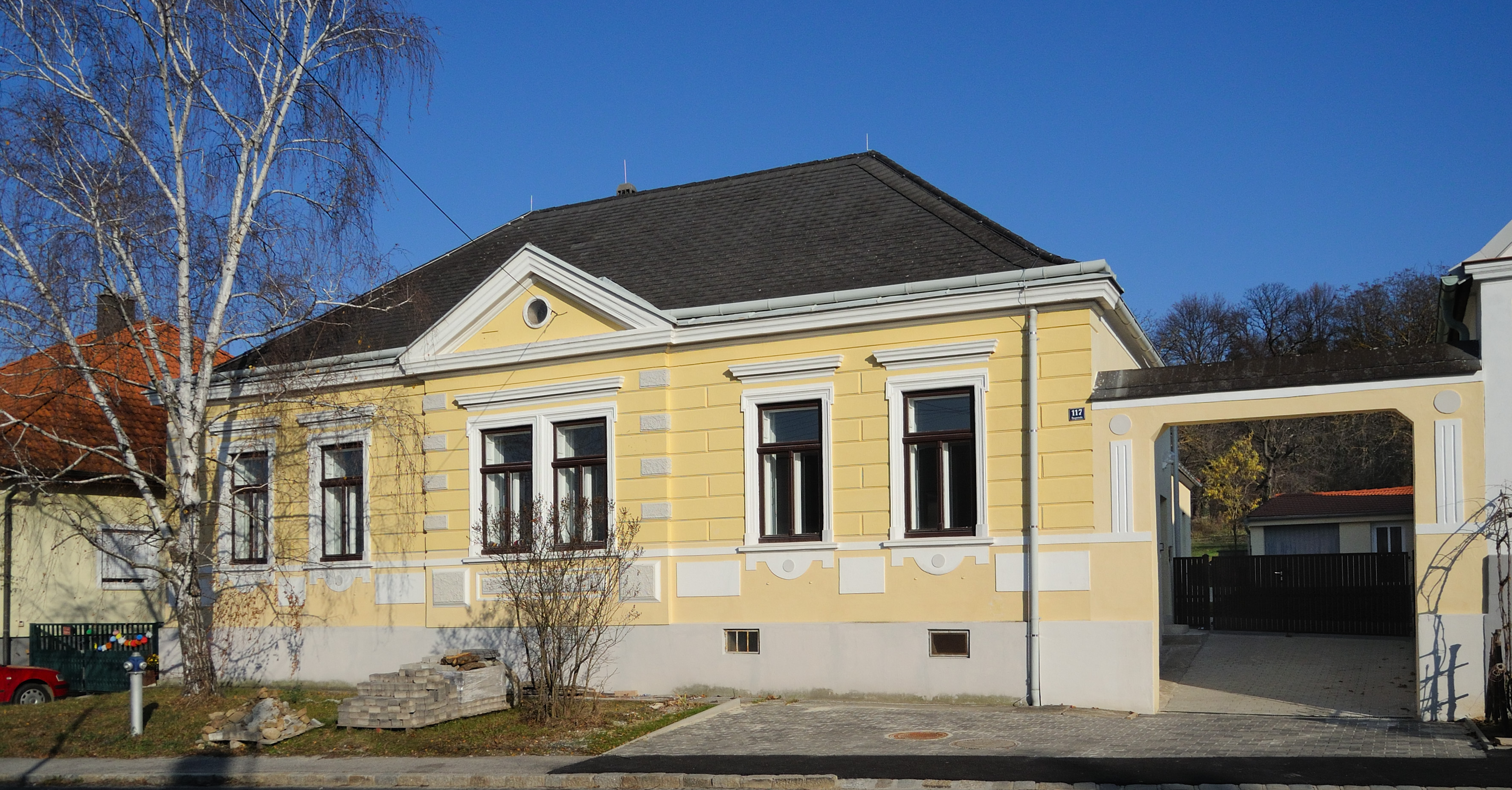
Ehemaliges evangelisches Pfarrhaus
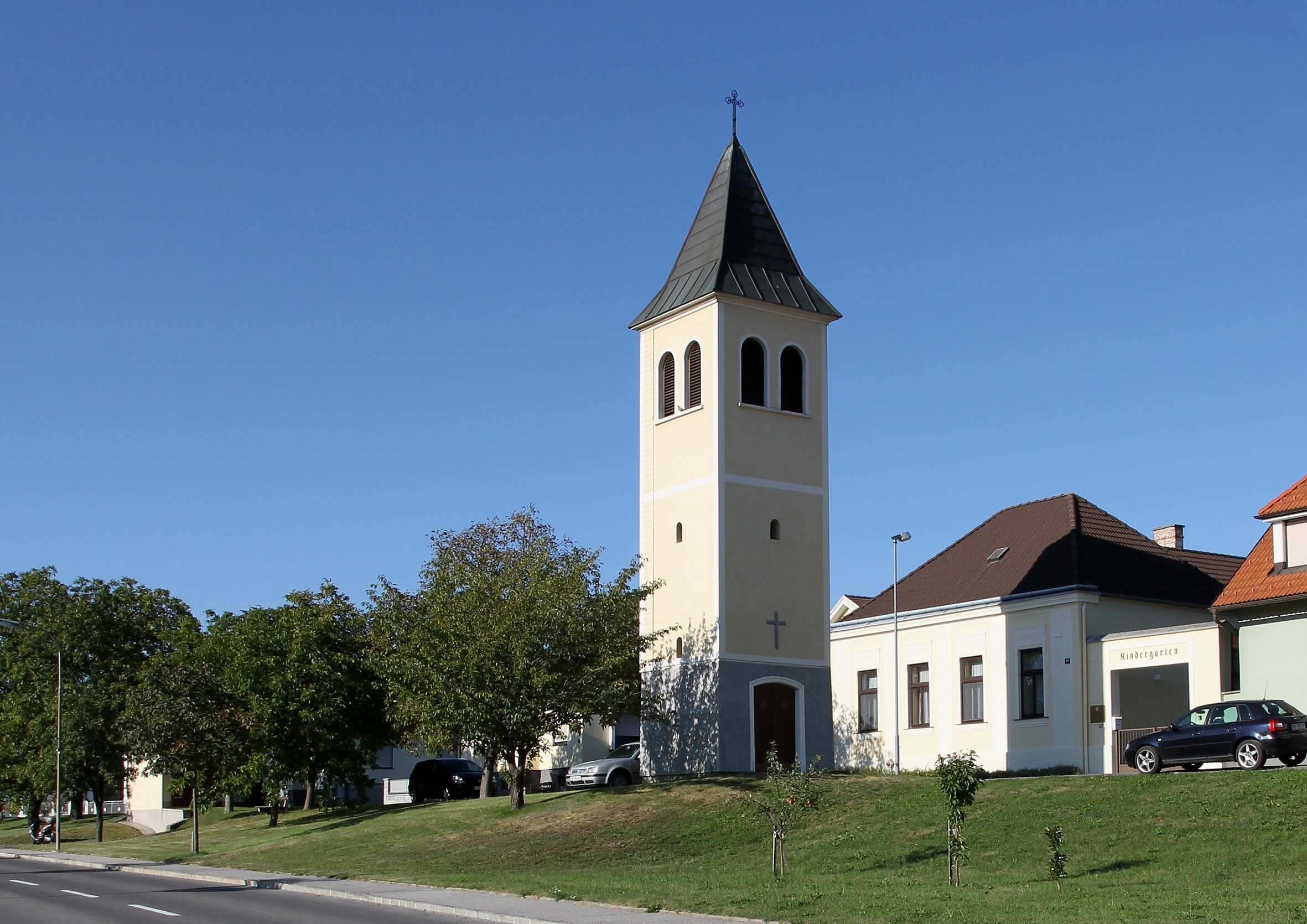
Glockenstuhl (Wetterturm) Tschurndorf
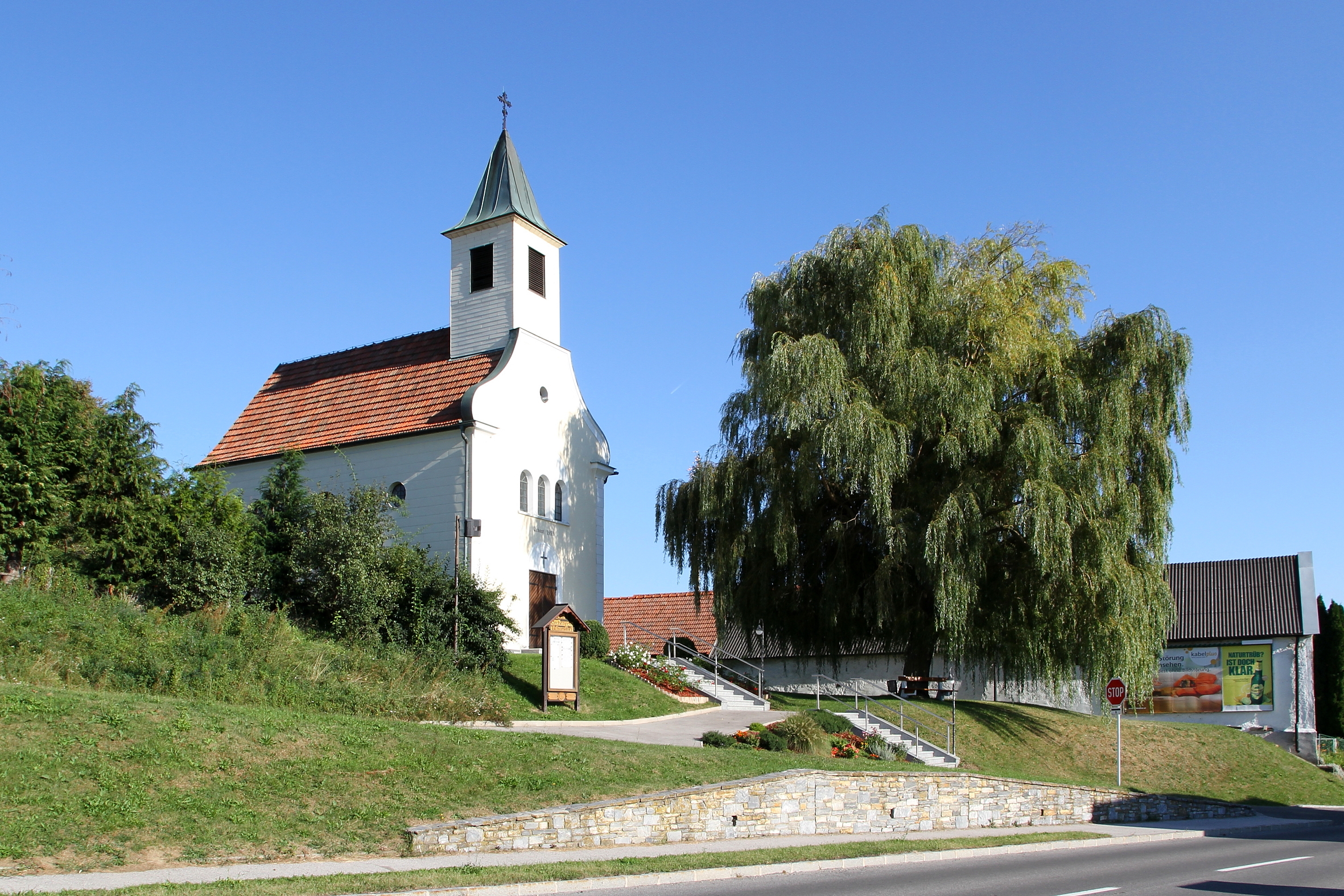
Katholische Filialkirche Tschurndorf